# Dahon
Дахон (англ. Dahon) — це велосипед, що складається для зручнішого транспортування та зберігання.

## Історія
Історія Dahon починається з 1975 року. У цей час засновник Dahon доктор Давид Хон працював фізиком в корпорації «Hughes Aircraft» в Каліфорнії і займався високо класифікованими урядовими проектами досліджень. Доктор Хон вважався провідним експертом з лазерних технологій твердих тіл, він також є автором кількох запатентованих винаходів (Патент 4344042, Патент 4178561, Патент 4019159 і Патент 4010397). Новаторські лазерні технології, створені Д. Хоном і його командою, пізніше були використані в космічних кораблях НАСА, системах управління ракетами США і протиповітряних системах лазерного управління. 
Можна сказати, що в 1975 році, під час кризи нафти і газу народилася ідея про Dahon. 
Якось, стоячи в черзі за пальним, Д. Хона відвідала думка про те, в якому обсязі світ залежить від нафти - природного ресурсу, який, швидше за все, вичерпається вже під час життя його онуків. У результаті «мозкового штурму», у пошуках вирішення проблеми - як скоротити залежність світу від нафти, Д. Хон повернувся до транспортного засобу, використаного ним під час навчання в коледжі - до велосипеда. Велосипед - екологічно безпечний і - що важливо - досить дешевий транспортний засіб (щоб люди в усьому світі могли його придбати). 
Але в той час у велосипеда було досить багато недоліків. Хоч він ідеально підходив для коротких поїздок, його не можна було використовувати, якщо ви живете в 30-50 км від роботи. Велосипед треба було поліпшити, переробити, щоб він став більш функціональним, готовим інтегруватися з громадським транспортом. Відповіддю Д. Хона став складаний велосипед. У перебігу наступних семи років, вечорами і на вихідних працюючи в гаражі, Д. Хон побудував дюжини прототипів, намагаючись удосконалити складаний велосипед таким чином, щоб він зберіг властивості їзди звичайного велосипеда, але в той же час його можна було б швидко і компактно скласти. Нарешті, в 1982 році Д.Хон представив світу перший складаний велосипед Dahon. На незліченних дизайнерських конкурсах у всьому світі складаний велосипед Dahon завойовував одну перемогу за іншою. Зараз це найбільш впізнаваний бренд складаного велосипеда у світі, понад 200 патентів та потужна глобальна компанія.